# Sasovo (okres Berehovo)
Sasovo, česky také Sasfalu, ukrajinsky Сасово, maďarsky Tiszaszászfalu, je obec v korolevském jednotném územním společenství v okresu Berehovo, v Zakarpatské oblasti na Ukrajině. V roce 2025 zde žilo 2281 obyvatel.

## Historie
Území obce bylo osídlené již v pravěku. První písemné zmínky o této obci pochází z 13. a 14. století. Do uzavření Trianonské smlouvy byla ves součástí Uherska, poté byla (pod názvem Sasfalu) součástí Československa.
Ve 30. letech 20. století vznikla osada s názvem „Kolonie“. Československá vláda provedla agrární reformu, která umožnila drobným a bezzemkům odkupovat (při využití půjčky) půdu od velkostatkářů, kteří měli více než 150 hektarů orné půdy. Podle rozhodnutí Krajského výkonného výboru č. 431 ze dne 30. července 1962 byla Kolonie připojena k Sasovu. Dnes z ní zbylo několik ruin.
Od roku 1945 byla obec součástí Ukrajinské sovětské socialistické republiky, která byla jednou ze svazových republik Sovětského svazu, nakonec od roku 1991 je součástí samostatné Ukrajiny.